# Place de l'Hôtel-de-Ville (Aix-en-Provence)
Pour les articles homonymes, voir Place de l'Hôtel-de-Ville.
La place de l'Hôtel-de-Ville est une place d'Aix-en-Provence.

## Situation et accès
Elle est située en plein centre-ville, devant l'hôtel de ville.

## Origine du nom
L'Hôtel de ville d'Aix-en-Provence y est situé.

## Historique
L'hôtel de ville d'Aix-en-Provence, dont la façade inspirée des palais italiens borde l'un des côtés de la place, fut reconstruit entre 1655 et 1678 sur les plans de l'architecte Pierre Pavillon, assisté des sculpteurs Jean-Claude Rambot et Jacques Fossé.

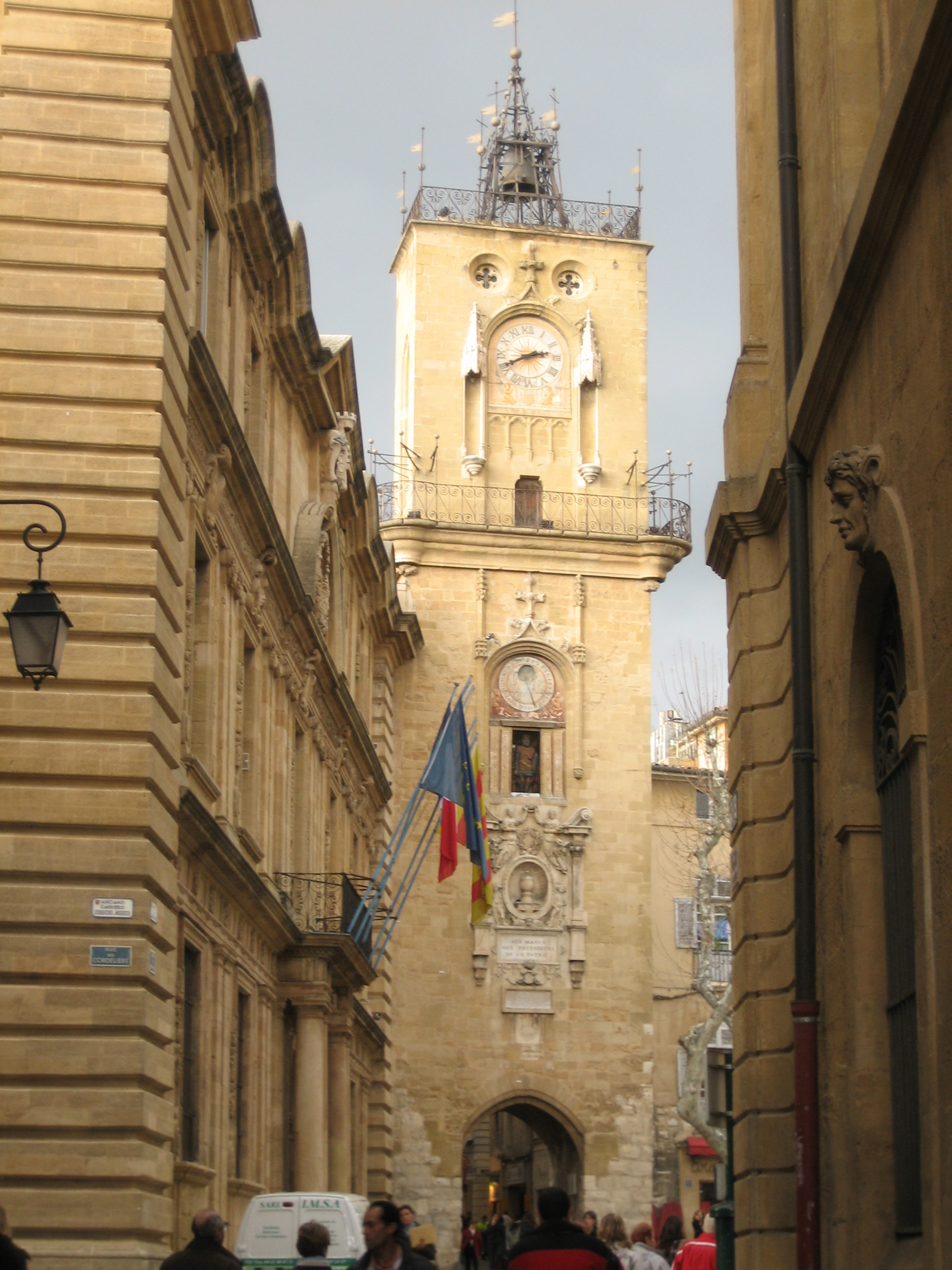
Tour de l'Horloge.

La tour de l'horloge (ou tour communale), accolée à l'hôtel de ville, enjambe la rue. Construite sur un soubassement de calcaire blanc datant de l'époque romaine, elle fut surélevée en 1510 et décorée d'accolades et pinacles flamboyants. À son sommet se trouve, dans une cage en ferronnerie datant du XVIe siècle, la cloche du ban, qui appelait autrefois au conseil ou à la défense dans le périmètre d'une lieue.
Construite à partir de 1754, la halle aux grains est implantée entre la place de l'Hôtel-de-Ville et la place Richelme. Sa façade nord, donnant sur la place de l'Hôtel-de-Ville est ornée d’un fronton allégorique, sculpté par Jean-Pancrace Chastel, représentant les deux éléments de la prospérité agricole en Provence : le Rhône et la Durance.
Cette ancienne halle aux grains, classée monument historique en 1905, abrite aujourd'hui la bibliothèque municipale du même nom, ainsi qu'un guichet de poste.
Au centre de la place, une fontaine édifiée en 1755, surmontée d’une colonne romaine, est l'œuvre de Jean-Pancrace Chastel, qui sculpta notamment les mascarons crachant l'eau de la source des Pinchinats. Cette fontaine a été classée monument historique en 1905.
Sur la place se tiennent, un marché aux fleurs les mardis, jeudis et samedis et une foire du livre ancien le premier dimanche de chaque mois.

## Bâtiments remarquables et lieux de mémoire
Dans l'hôtel de ville, installé depuis le XIVe siècle au pied de la tour de l'horloge, l'ancien beffroi de la ville dans lequel se trouve une horloge astronomique datant de 1661.